# La Belle Nuit
Pour les articles homonymes, voir This Is the Night.
Pour plus de détails, voir Fiche technique et Distribution.
La Belle Nuit (This Is the Night) est un film américain réalisé par Frank Tuttle, sorti en 1932.

## Synopsis
Alors qu'elle se rend au théâtre avec son amant Gerald Gray, Claire Mathewson perd sa robe, accrochée à la porte de la limousine. De retour chez elle en petite tenue sous son manteau, elle est accueillie par son mari Stephen, un athlète revenu en avance de Los Angeles où il participait aux Jeux olympiques, qui vient de découvrir que Claire a organisé un séjour à Venise. Gerald et Claire, pour leur défense, lui font croire qu'il s'agissait en fait d'un voyage pour deux couples. Gerald doit alors se trouver une femme et il engage la respectable Germaine, en croyant qu'elle est Chou-Chou, une séduisante actrice. À Venise, Germaine et Gerald flirtent, Claire devient jalouse et demande que l'actrice les quitte. Mais Germaine refuse d'abandonner ces vacances romantiques à Venise.

## Fiche technique
- Titre original : This Is the Night
- Titre français : La Belle Nuit
- Réalisation : Frank Tuttle
- Scénario : Benjamin Glazer, d'après la pièce Naughty Cinderella, adaptation en anglais par Avery Hopwood de la pièce Pouche de René Peter et Henri Falk
- Dialogues : George Marion Jr.
- Photographie : Victor Milner
- Son : Jack A. Goodrich
- Musique : Ralph Rainger et Arthur Lange (non crédité)
- Production associée : Benjamin Glazer
- Société de production et distribution : Paramount Publix
- Pays de production :  États-Unis
- Langue originale : anglais
- Format : noir et blanc — 35 mm — 1,37:1 — son Mono (Western Electric Noiseless Recording)
- Genre : Comédie
- Durée : 80 minutes
- Dates de sortie : 
  - États-Unis : 8 avril 1932
  - France : 14 juillet 1933

## Distribution
- Lili Damita : Germaine
- Charles Ruggles : "Bunny" West

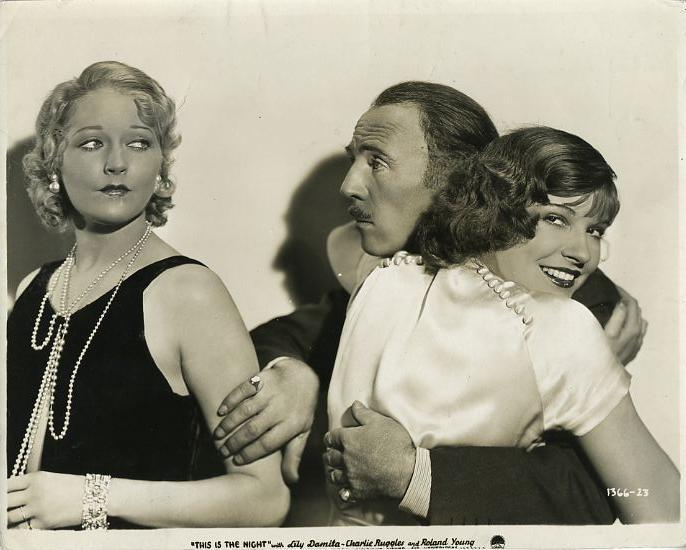
Thelma Todd, Roland Young et Lili Damita.

- Roland Young : Gérald Grey (VF), Gerald Gray (VO)
- Thelma Todd : Claire Mendanich (VF), Claire Mathewson (VO)
- Cary Grant : Stephen Mendanich (VF), Stephen Mathewson (VO)
- Irving Bacon : Jacques (VF), Reynolds "Sparks" (VO)
- Claire Dodd : Chou-Chou
- Davison Clark : un cadre du studio
- Gino Corrado : le directeur[1] de l'hôtel Neopolitan
- Donald Novis (en) : le gondolier chantant
- Tiny Sandford : le porteur
- Rolfe Sedan : le boulevardier[2]
- Harry Semels (en) : l'homme dans la bouche d'égout

## Chansons du film
- "A Story of Venice" et "This Is the Night" : musique de Ralph Rainger, paroles de Sam Coslow